# Wüschheim
Wüschheim là một đô thị thuộc huyện Rhein-Hunsrück bang Rheinland-Pfalz, phía tây nước Đức. Đô thị Wüschheim có diện tích 3,9 km², dân số thời điểm ngày 31 tháng 12 năm 2006 là 333 người.